# Ернст Менгерзен
Ернст Мергерзен (нім. Ernst Mengersen; 30 червня 1912, Ліппе — 6 листопада 1995, Дортмунд) — німецький підводник, корветтен-капітан Крігсмаріне. Кавалер Лицарського хреста Залізного хреста (1941).

## Біографія
23 вересня 1933 року вступив на флот. Служив на крейсері «Адмірал Шеер» і міноносці «Тигр». У квітні 1939 року переведений у підводний флот. 24 листопада 1939 року призначений командиром підводного човна U-18, на якому зробив 2 походи (провівши в морі в цілому 33 дні). Після недовгого командування U-143 (18 вересня — 2 листопада 1940) 18 листопада 1940 року прийняв командування U-101, на якому зробив 6 походів (186 днів). З 29 січня 1942 по 18 квітня 1943 року командував U-607 (3 походи, 148 днів у морі).
Всього за час бойових дій потопив 13 кораблів загальною водотоннажністю 68 316 брт і пошкодив 3 корабля водотоннажністю 20 159 брт.
| Дата              | Назва корабля                | Тип               | Тоннаж | Вантаж | Екіпаж | Загиблі | Країна             | Конвой |
| ----------------- | ---------------------------- | ----------------- | ------ | --- | ------ | ------- | ------------------ | ------ |
| 23 січня 1940     | Bisp                         | Торговий пароплав | 1,000  | Вугілля | 14     | 14      | Норвегія           |        |
| 30 листопада 1940 | Aracataca                    | Торговий пароплав | 5,378  | 1600 тонн бананів і грейпфрутів | 69     | 36      | Британська імперія |        |
| 1 грудня 1940     | Appalachee                   | Тепловий танкер   | 8,826  | 11 706 тонн авіаційного палива | 39     | 7       | Британська імперія | HX 90  |
| 1 грудня 1940     | Loch Ranza (пошкоджений)     | Торговий пароплав | 4,958  | Пиломатеріали, зерно та фанера | 40     | 0       | Британська імперія | HX 90  |
| 2 грудня 1940     | Kavak                        | Торговий пароплав | 2,782  | 1745 тонн бокситів і 1650 тонн смоли | 41     | 25      | Британська імперія | HX 90  |
| 2 грудня 1940     | Lady Glanely                 | Торговий теплохід | 5,497  | 2000 тонн пшениці та 6125 тонн пиломатеріалів | 33     | 33      | Британська імперія | HX 90  |
| 14 лютого 1941    | Belcrest                     | Торговий пароплав | 4,517  | Генеральні вантажі і сталь | 37     | 37      | Британська імперія | SC 21  |
| 17 лютого 1941    | Gairsoppa                    | Торговий пароплав | 5,237  | 2600 тонн чавуну, 1765 тонн чаю, 2369 тонн генерального вантажу та 200 тонн срібних злитків і монет (загальна вартість — 600 000 фунтів стерлінгів) | 86     | 85      | Британська імперія | SL 64  |
| 4 червня 1941     | Trecarrell                   | Торговий пароплав | 5,271  | Баласт | 47     | 4       | Британська імперія | OB 327 |
| 9 червня 1941     | Trevarrack                   | Торговий пароплав | 5,270  | Баласт | 44     | 44      | Британська імперія | OB 329 |
| 18 жовтня 1941    | «Бродвотер»                  | Есмінець          | 1,190  | | 141    | 56      | Британська імперія | SC 48  |
| 26 Jul 1942       | Empire Rainbow (пошкоджений) | Торговий теплохід | 6,942  | Баласт | 47     | 0       | Британська імперія | ON 113 |
| 4 серпня 1942     | Belgian Soldier              | Торговий пароплав | 7,167  | 2012 стандартів пиломатеріалів та 1783 тонни сталі                                                                                                  | 60     | 21      | Бельгія            | ON 115 |
| 14 жовтня 1942    | Nellie                       | Торговий пароплав | 4,826  | | 37     | 32      | Греція             | SC-104 |
| 26 січня 1943     | Kollbjørg (пошкоджений)      | Тепловий танкер   | 8,259  | Нафта | 35     | 0       | Норвегія           | HX 223 |
| 15 лютого 1943    | Atlantic Sun                 | Тепловий танкер   | 11,355 | Баласт (вода) | 67     | 66      | США                | ON 165 |

У червні 1943 року призначений командиром 20-ї (навчальної) флотилії підводних човнів в Піллау. В лютому 1945 року флотилія була розформована, а сам Мергерзен переведений в штаб 25-ї флотилії. У квітні 1945 року прийняв командування над щойно сформованою 15-ю флотилією і очолював її до кінця війни.

## Звання
- Кандидат в офіцери (1 квітня 1933)
- Морський кадет (23 вересня 1933)
- Фенріх-цур-зее (1 липня 1934)
- Обер-фенріх-цур-зее (1 квітня 1936)
- Лейтенант-цур-зее (1 жовтня 1936)
- Оберлейтенант-цур-зее (1 червня 1938)
- Капітан-лейтенант (1 жовтня 1940)
- Корветтен-капітан (1 грудня 1944)

## Нагороди
- Медаль «За вислугу років у Вермахті» 4-го класу (4 роки; 1 квітня 1937)
- Залізний хрест
  - 2-го класу (27 січня 1940)
  - 1-го класу (10 грудня 1940)
- Нагрудний знак підводника (25 лютого 1940)
- Іспанський хрест в бронзі з мечами (23 жовтня 1940)
- Відзначений у Вермахтберіхт (3 грудня 1940)
- Лицарський хрест Залізного хреста (18 листопада 1941)
- Хрест Воєнних заслуг
  - 2-го класу з мечами (1 вересня 1944)
  - 1-го класу з мечами (31 січня 1945)